# Gonzalo de Mendoza
 (juin 2019).
Si vous disposez d'ouvrages ou d'articles de référence ou si vous connaissez des sites web de qualité traitant du thème abordé ici, merci de compléter l'article en donnant les références utiles à sa vérifiabilité et en les liant à la section « Notes et références ».
Gonzalo de Mendoza (né à Baeza, en Espagne et mort en 1558 à Asuncion, au Paraguay) était un conquistador et un colonisateur espagnol.

## Biographie
Originaire d'Andalousie, il rejoint son frère Pedro en Nouvelle-Andalousie en 1536. En collaboration avec Juan de Salazar (en), il fonda la ville d'Asuncion le 15 août 1537 qui devint le nouveau siège de la colonie. Lors des explorations du Paraguay et du Brésil, Gonzalo de Mendoza agissait en tant que capitaine et lieutenant.
Il succéda à Domingo Martínez de Irala en tant que gouverneur par intérim du Gouvernorat du Río de la Plata (en) en 1556. Durant son mandat, la Ciudad Real del Guayra (es) fut fondée par Ruy Díaz de Malgarejo (es), au confluent des rivières Pepirí-Guazú et Paraná. Cette ville a reçu les colons de Villa de Ontiveros (es) quand elle fut abandonnée.
Le capitaine Francisco Ortiz de Vergara (es) succéda à Gonzalo de Mendoza en 1558.